# Kanukoka
Kanukoka est un acronyme formé à partir des deux premières lettres de Kalaallit Nunaanni Kommunit Kattuffiannit, soit ici un nom en groenlandais pour : l'Association municipale groenlandaise. 
Kanukoka est une association des municipalités du Groenland dirigé par Enok Sandgreen.
Le but de l'organisation est de faciliter la coopération entre les quatre municipalités du Groenland : Kujalleq, Qaasuitsup, Qeqqata et Sermersooq. Basée à Nuuk, l'organisation gère les élections municipales tous les quatre ans, avec les dernières élections ayant eu lieu en 2008. Toutes les autorités municipales au Groenland sont actuellement membres de l'organisation. L'association est supervisée par Maliina Abelsen (IA), la ministre des Affaires sociales du Groenland. Le rapport annuel du budget de l'association est de 12,5 millions de couronnes danoises (DKK), avec les fonds provenant directement des budgets municipaux.

## Histoire
Kanukoka a été fondé le 24 juillet 1972, à l'époque où il y avait 18 municipalités et 3 comtés. Après la réforme administrative de 2008 qui a été exécutée le 1er janvier 2009, il y a quatre municipalités au Groenland, tandis que les comtés ont été abandonnées. Deux des nouvelles municipalités - Qaasuitsup et Sermersooq - sont les plus importantes du Groenland et les deuxièmes plus grandes municipalités au monde, dans cet ordre, d'une superficie de 660 000 km2 et de 531 900 km2 respectivement.

### Avenir possible
La formation de nouvelles municipalités est un nouveau défi pour l'association. Les nouvelles municipalités ont pris le relais de certaines tâches que Kanukoka exécutait avant. Plusieurs maires ont déjà dit que le quota pour Kanukoka sera réduit de 12,5 millions de dollars par année en cours. La municipalité de Sermersooq doit payer encore 4,7 millions de dollars par an. Il y a actuellement une discussion sur son avenir.
La coopération entre la municipalité ne s'est pas bien déroulée et en 2016 Kommuneqarfik Sermersooq s'est retiré de l'association car il estimait ne pas recevoir le soutien attendu de l'association.
KANUKOKA a été fermé le mardi 31 juillet 2018.

## Dirigeants
| Période     | Chef                              | Parti   | Ville     | Premier vice-président                                      | Second vice-président                  | Commentaires                                      |
| 1972 - 1975 | Ado Lynge                         | -       | Aasiaat   | Émilie Lennert (Sisimiut)                                   | Agnethe Nielsen (Narsaq)               | Élection normale en 1972                          |
| 1975 - 1979 | Ado Lynge                         | -       | Aasiaat   | P. J. Mathiassen (Sisimiut)                                 | Holger Sivertsen (Ilulissat)           | Élection normale 1975                             |
| 1979 - 1983 | Formand Uvdloriánguaq Kristiansen | Atassut | Nuuk      | Holger Sivertsen (Atassut)                                  | Agnethe Nielsen (Atassut)              | Élection normale en 1979                          |
| 1983 - 1989 | Anders Kielsen                    | Siumut  | Paamiut   | Karl Møller (Siumut) (Edvard Møller, Siumut fra 01.01.1985) | Anders Andreasen (Siumut)              | Élection normale en 1983                          |
| 1989 - 1993 | Edvard Møller                     | Siumut  | Aasiaat   | Agnethe Davidsen (Siumut)                                   | Anders Andreasen (Siumut)              | Élection normale en 1989                          |
| 1993 - 1997 | Edvard Møller                     | Siumut  | Aasiaat   | Henrik Lund (Siumut)                                        | Kistat Lynge Høegh (Inuit Ataqatigiit) | -                                                 |
| 1997 - 2001 | Edvard Møller                     | Siumut  | Aasiaat   | Tulla Andreassen] (Siumut)                                  | Enok Sandgreen (Inuit Ataqatigiit)     | Élection normale en 1997                          |
| 2001        | Hans Enoksen                      | Siumut  | Sisimiut  | Jens Lars Fleischer (Siumut)                                | Enok Sandgreen (Inuit Ataqatigiit)     | Élection normale le 7 juin 2001                   |
| 2001        | Jens Lars Fleischer               | Siumut  | Uummannaq | Kalistat Lund (Suimuk)                                      | Enok Sandgreen (Inuit Ataqatigiit)     | Élection normale le 20 septembre 2001             |
| 2003        | Jens Lars Fleischer               | Siumut  | Uummannaq | Agnethe Davidsen (Suimuk)                                   | Enok Sandgreen (Inuit Ataqatigiit)     | Élection par l'assemblée des délégués en mai 2003 |
| 2005 - 06   | Lars Karl Jensen                  | Siumut  | -         | Agnethe Davidsen (Siumut)                                   | Knud Kristiansen (Atassut)             | Élection le 9 juin 2005                           |
| 2006        | Søren Alaufesen                   | Atassut | -         | Karl Lyberth                                                | Kiista P. Isaksen (Siumut)             | Élection du conseil de comté le 15 novembre 2006  |
| 2008        | Enok Sandgreen                    | -       | -         | -                                                           | -                                      | -                                                 |
| 2010        | Martha Abelsen                    | -       | -         | -                                                           | -                                      | -                                                 |
| 2015        | Palle Jerimiassen                 | -       | -         | -                                                           | -                                      | -                                                 |
| 2016        | Simon Simonsen                    | -       | -         | -                                                           | -                                      | -                                                 |